# スラヴャンカ (沿海地方)

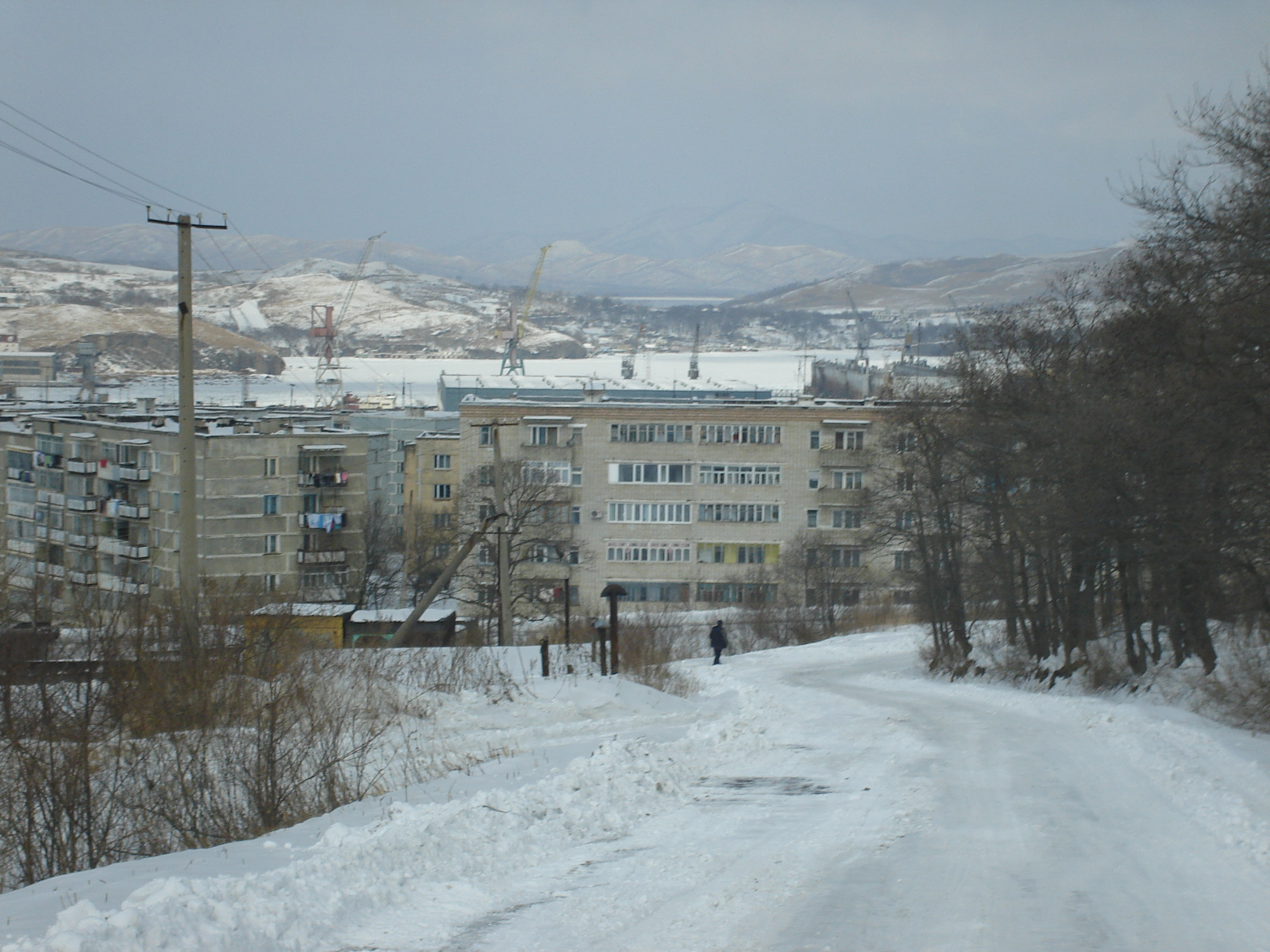

スラヴャンカ（Slavyanka、(ロシア語: Славянка）は、ロシアの沿海地方にある町。人口は1万0895人（2021年）。 ハサン地区の行政の中心地。ウラジオストックとは、鉄道と道路および海路で結ばれている。アムール湾の逆側にあり、海路で50km、陸路だと180km離れている。清朝時代の名称は土拉子であった。

## 姉妹都市
- 岩内町（1997年締結）